# Gilbert De La Matyr

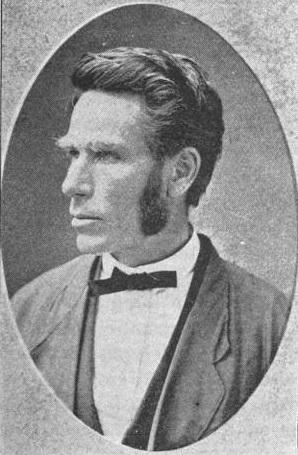
Gilbert De La Matyr

Gilbert De La Matyr (* 8. Juli 1825 in Pharsalia, Chenango County, New York; † 17. Mai 1892 in Akron, Ohio) war ein US-amerikanischer Politiker. Zwischen 1879 und 1881 vertrat er den Bundesstaat Indiana im US-Repräsentantenhaus.

## Werdegang
Nach einer guten Grundschulausbildung wurde Gilbert De La Matyr von der Methodist Episcopal Church im Jahr 1854 zum Geistlichen ausgebildet. In dieser Kirche stieg er bis zur Führungsebene auf. Für eine Amtszeit war er deren Leiter. Während des Bürgerkrieges war er an der Aufstellung eines Artillerieregiments aus New York beteiligt. In dieser Einheit diente er drei Jahre lang als Militärgeistlicher. Nach dem Krieg war er als Geistlicher in verschiedenen größeren Städten tätig. Auf diese Weise gelangte er auch nach Indianapolis, Hauptstadt des Staates Indiana.
Politisch schloss sich De La Matyr der kurzlebigen Greenback Party an. Bei den Kongresswahlen des Jahres 1878 wurde er im siebten Wahlbezirk von Indiana in das US-Repräsentantenhaus in Washington, D.C. gewählt, wo er am 4. März 1879 die Nachfolge des Republikaners John Hanna antrat. Da er im Jahr 1880 auf eine erneute Kandidatur verzichtete, konnte er bis zum 3. März 1881 nur eine Legislaturperiode im Kongress absolvieren.
Nach seinem Ausscheiden aus dem US-Repräsentantenhaus zog De La Matyr noch im Jahr 1881 nach Denver in Colorado, wo er seine geistlichen Tätigkeiten fortsetzte. Seit 1889 wirkte er in Akron ebenfalls als Geistlicher. Dort ist er am 17. Mai 1892 auch verstorben.